# Grupp I i kvalspelet till världsmästerskapet i fotboll 2018 (Uefa)
Grupp I i kvalspelet till världsmästerskapet i fotboll 2018 (Uefa) är en av nio grupper i UEFA:s kvaltävlingar till världsmästerskapet i fotboll 2018 i Ryssland. Tävlingen avgjordes under perioden 5 september 2016–9 oktober 2017.

## Resultat
| Nr | UEFA – I ( ) | S  | V | O | F | GM | IM | MS  | P  |
| -- | ------------ | -- | - | - | - | -- | -- | --- | -- |
| 1  | Island       | 10 | 7 | 1 | 2 | 16 | 7  | +9  | 22 |
| 2  | Kroatien     | 10 | 6 | 2 | 2 | 15 | 4  | +11 | 20 |
| 3  | Ukraina      | 10 | 5 | 2 | 3 | 13 | 9  | +4  | 17 |
| 4  | Turkiet      | 10 | 4 | 3 | 3 | 14 | 13 | +1  | 15 |
| 5  | Finland      | 10 | 2 | 3 | 5 | 9  | 13 | −4  | 9  |
| 6  | Kosovo       | 10 | 0 | 1 | 9 | 3  | 24 | −21 | 1  |

| UEFA – I ( ) |     |     |     |     |     |     |
| Finland      | —   | 1–0 | 1–1 | 0–1 | 2–2 | 1–2 |
| Island       | 3–2 | —   | 2–0 | 1–0 | 2–0 | 2–0 |
| Kosovo       | 0–1 | 1–2 | —   | 0–6 | 1–4 | 0–2 |
| Kroatien     | 1–1 | 2–0 | 1–0 | —   | 1–1 | 1–0 |
| Turkiet      | 2–0 | 0–3 | 2–0 | 1–0 | —   | 2–2 |
| Ukraina      | 1–0 | 1–1 | 3–0 | 0–2 | 2–0 | —   |

### Omgång 1
|             | 5 september 2016 | Kroatien           | 1 – 1           | Turkiet          | Maksimirstadion | |
| 20:45 UTC+2 | 20:45 UTC+2      | Rakitić 44′ (str.) | (1 – 1) Rapport | Çalhanoğlu 45+2′ | Zagreb Publik: 0<refname="KroatienUtanPublik"group="not">KroatienharsanktioneratsavFIFAattspeladennahemmamatchutanåskådareförtvåfallavdiskriminerandesångeravfans,sominträffadeundervänskapsmatchermotIsraelden23mars2 016ochmotUngernden26mars2 016harredanfåttpåföljderförliknandeincidenteravFIFAochUEFA.</ref> Domare: Szymon Marciniak (Polen) | Zagreb Publik: 0<refname="KroatienUtanPublik"group="not">KroatienharsanktioneratsavFIFAattspeladennahemmamatchutanåskådareförtvåfallavdiskriminerandesångeravfans,sominträffadeundervänskapsmatchermotIsraelden23mars2 016ochmotUngernden26mars2 016harredanfåttpåföljderförliknandeincidenteravFIFAochUEFA.</ref> Domare: Szymon Marciniak (Polen) |
| 20:45 UTC+2 | 20:45 UTC+2      |                    |                 |                  | Zagreb Publik: 0<refname="KroatienUtanPublik"group="not">KroatienharsanktioneratsavFIFAattspeladennahemmamatchutanåskådareförtvåfallavdiskriminerandesångeravfans,sominträffadeundervänskapsmatchermotIsraelden23mars2 016ochmotUngernden26mars2 016harredanfåttpåföljderförliknandeincidenteravFIFAochUEFA.</ref> Domare: Szymon Marciniak (Polen) | Zagreb Publik: 0<refname="KroatienUtanPublik"group="not">KroatienharsanktioneratsavFIFAattspeladennahemmamatchutanåskådareförtvåfallavdiskriminerandesångeravfans,sominträffadeundervänskapsmatchermotIsraelden23mars2 016ochmotUngernden26mars2 016harredanfåttpåföljderförliknandeincidenteravFIFAochUEFA.</ref> Domare: Szymon Marciniak (Polen) |
| 20:45 UTC+2 | 20:45 UTC+2      |                    |                 |                  | Zagreb Publik: 0<refname="KroatienUtanPublik"group="not">KroatienharsanktioneratsavFIFAattspeladennahemmamatchutanåskådareförtvåfallavdiskriminerandesångeravfans,sominträffadeundervänskapsmatchermotIsraelden23mars2 016ochmotUngernden26mars2 016harredanfåttpåföljderförliknandeincidenteravFIFAochUEFA.</ref> Domare: Szymon Marciniak (Polen) | Zagreb Publik: 0<refname="KroatienUtanPublik"group="not">KroatienharsanktioneratsavFIFAattspeladennahemmamatchutanåskådareförtvåfallavdiskriminerandesångeravfans,sominträffadeundervänskapsmatchermotIsraelden23mars2 016ochmotUngernden26mars2 016harredanfåttpåföljderförliknandeincidenteravFIFAochUEFA.</ref> Domare: Szymon Marciniak (Polen) |

|             | 5 september 2016 | Finland      | 1 – 1           | Kosovo             | Veritas Stadion                                     |                                                     |
| 21:45 UTC+3 | 21:45 UTC+3      | Arajuuri 18′ | (1 – 0) Rapport | Berisha 60′ (str.) | Åbo Publik: 7 571 Domare: Ivan Kružliak (Slovakien) | Åbo Publik: 7 571 Domare: Ivan Kružliak (Slovakien) |
| 21:45 UTC+3 | 21:45 UTC+3      |              |                 |                    | Åbo Publik: 7 571 Domare: Ivan Kružliak (Slovakien) | Åbo Publik: 7 571 Domare: Ivan Kružliak (Slovakien) |
| 21:45 UTC+3 | 21:45 UTC+3      |              |                 |                    | Åbo Publik: 7 571 Domare: Ivan Kružliak (Slovakien) | Åbo Publik: 7 571 Domare: Ivan Kružliak (Slovakien) |

|             | 5 september 2016 | Ukraina        | 1 – 1           | Island         | Kievs olympiastadion | |
| 21:45 UTC+3 | 21:45 UTC+3      | Jarmolenko 41′ | (1 – 1) Rapport | Finnbogason 6′ | Kiev Publik: 0<refgroup="not">UkrainaärsanktioneradavFIFAattspeladennahemmamatchutanåskådareförrasistisktbeteendeiVM-kvalmatchen2 014motSanMarinopåArenaLviv,Lviv.DessutomhardenfotbollsförbundetiUkrainabeordratsattintespelanågonavsinakvalmatcherpåArenaLviv.</ref> Domare: Clément Turpin (Frankrike) | Kiev Publik: 0<refgroup="not">UkrainaärsanktioneradavFIFAattspeladennahemmamatchutanåskådareförrasistisktbeteendeiVM-kvalmatchen2 014motSanMarinopåArenaLviv,Lviv.DessutomhardenfotbollsförbundetiUkrainabeordratsattintespelanågonavsinakvalmatcherpåArenaLviv.</ref> Domare: Clément Turpin (Frankrike) |
| 21:45 UTC+3 | 21:45 UTC+3      |                |                 |                | Kiev Publik: 0<refgroup="not">UkrainaärsanktioneradavFIFAattspeladennahemmamatchutanåskådareförrasistisktbeteendeiVM-kvalmatchen2 014motSanMarinopåArenaLviv,Lviv.DessutomhardenfotbollsförbundetiUkrainabeordratsattintespelanågonavsinakvalmatcherpåArenaLviv.</ref> Domare: Clément Turpin (Frankrike) | Kiev Publik: 0<refgroup="not">UkrainaärsanktioneradavFIFAattspeladennahemmamatchutanåskådareförrasistisktbeteendeiVM-kvalmatchen2 014motSanMarinopåArenaLviv,Lviv.DessutomhardenfotbollsförbundetiUkrainabeordratsattintespelanågonavsinakvalmatcherpåArenaLviv.</ref> Domare: Clément Turpin (Frankrike) |
| 21:45 UTC+3 | 21:45 UTC+3      |                |                 |                | Kiev Publik: 0<refgroup="not">UkrainaärsanktioneradavFIFAattspeladennahemmamatchutanåskådareförrasistisktbeteendeiVM-kvalmatchen2 014motSanMarinopåArenaLviv,Lviv.DessutomhardenfotbollsförbundetiUkrainabeordratsattintespelanågonavsinakvalmatcherpåArenaLviv.</ref> Domare: Clément Turpin (Frankrike) | Kiev Publik: 0<refgroup="not">UkrainaärsanktioneradavFIFAattspeladennahemmamatchutanåskådareförrasistisktbeteendeiVM-kvalmatchen2 014motSanMarinopåArenaLviv,Lviv.DessutomhardenfotbollsförbundetiUkrainabeordratsattintespelanågonavsinakvalmatcherpåArenaLviv.</ref> Domare: Clément Turpin (Frankrike) |

### Omgång 2
|             | 6 oktober 2016 | Island                                         | 3 – 2           | Finland           | Laugardalsvöllur                                          |                                                           |
| 18:45 UTC+0 | 18:45 UTC+0    | Árnason 37′ Finnbogason 90+1′ Sigurðsson 90+6′ | (1 – 2) Rapport | Pukki 21′ Lod 39′ | Reykjavík Publik: 9 548 Domare: Svein Oddvar Moen (Norge) | Reykjavík Publik: 9 548 Domare: Svein Oddvar Moen (Norge) |
| 18:45 UTC+0 | 18:45 UTC+0    |                                                |                 |                   | Reykjavík Publik: 9 548 Domare: Svein Oddvar Moen (Norge) | Reykjavík Publik: 9 548 Domare: Svein Oddvar Moen (Norge) |
| 18:45 UTC+0 | 18:45 UTC+0    |                                                |                 |                   | Reykjavík Publik: 9 548 Domare: Svein Oddvar Moen (Norge) | Reykjavík Publik: 9 548 Domare: Svein Oddvar Moen (Norge) |

|             | 6 oktober 2016 | Kosovo | 0 – 6           | Kroatien                                                      | Loro Boriçi-stadion                                                          |                                                                              |
| 20:45 UTC+2 | 20:45 UTC+2    |        | (0 – 3) Rapport | Mandžukić 6′, 24′, 35′ Mitrović 68′ Perišić 83′ Kalinić 90+2′ | Shkodra (Albanien) Publik: 14 612 Domare: David Fernández Borbalán (Spanien) | Shkodra (Albanien) Publik: 14 612 Domare: David Fernández Borbalán (Spanien) |
| 20:45 UTC+2 | 20:45 UTC+2    |        |                 |                                                               | Shkodra (Albanien) Publik: 14 612 Domare: David Fernández Borbalán (Spanien) | Shkodra (Albanien) Publik: 14 612 Domare: David Fernández Borbalán (Spanien) |
| 20:45 UTC+2 | 20:45 UTC+2    |        |                 |                                                               | Shkodra (Albanien) Publik: 14 612 Domare: David Fernández Borbalán (Spanien) | Shkodra (Albanien) Publik: 14 612 Domare: David Fernández Borbalán (Spanien) |

|             | 6 oktober 2016 | Turkiet                           | 2 – 2           | Ukraina                           | Torku Arena                                          |                                                      |
| 21:45 UTC+3 | 21:45 UTC+3    | Tufan 45+1′ Çalhanoğlu 81′ (str.) | (1 – 2) Rapport | Jarmolenko 24′ (str.) Kravets 27′ | Konya Publik: 36 714 Domare: Manuel Gräfe (Tyskland) | Konya Publik: 36 714 Domare: Manuel Gräfe (Tyskland) |
| 21:45 UTC+3 | 21:45 UTC+3    |                                   |                 |                                   | Konya Publik: 36 714 Domare: Manuel Gräfe (Tyskland) | Konya Publik: 36 714 Domare: Manuel Gräfe (Tyskland) |
| 21:45 UTC+3 | 21:45 UTC+3    |                                   |                 |                                   | Konya Publik: 36 714 Domare: Manuel Gräfe (Tyskland) | Konya Publik: 36 714 Domare: Manuel Gräfe (Tyskland) |

### Omgång 3
|             | 9 oktober 2016 | Finland | 0 – 1           | Kroatien      | Tammerfors stadion                                         |                                                            |
| 19:00 UTC+3 | 19:00 UTC+3    |         | (0 – 1) Rapport | Mandžukić 18′ | Tammerfors Publik: 15 567 Domare: Ruddy Buquet (Frankrike) | Tammerfors Publik: 15 567 Domare: Ruddy Buquet (Frankrike) |
| 19:00 UTC+3 | 19:00 UTC+3    |         |                 |               | Tammerfors Publik: 15 567 Domare: Ruddy Buquet (Frankrike) | Tammerfors Publik: 15 567 Domare: Ruddy Buquet (Frankrike) |
| 19:00 UTC+3 | 19:00 UTC+3    |         |                 |               | Tammerfors Publik: 15 567 Domare: Ruddy Buquet (Frankrike) | Tammerfors Publik: 15 567 Domare: Ruddy Buquet (Frankrike) |

|             | 9 oktober 2016 | Ukraina                              | 3 – 0           | Kosovo | Marshal Józef Piłsudski Stadium                               |                                                               |
| 18:00 UTC+2 | 18:00 UTC+2    | Kravets 31′ Jarmolenko 81′ Rotan 87′ | (1 – 0) Rapport |        | Kraków (Polen) Publik: 999 Domare: Kevin Blom (Nederländerna) | Kraków (Polen) Publik: 999 Domare: Kevin Blom (Nederländerna) |
| 18:00 UTC+2 | 18:00 UTC+2    |                                      |                 |        | Kraków (Polen) Publik: 999 Domare: Kevin Blom (Nederländerna) | Kraków (Polen) Publik: 999 Domare: Kevin Blom (Nederländerna) |
| 18:00 UTC+2 | 18:00 UTC+2    |                                      |                 |        | Kraków (Polen) Publik: 999 Domare: Kevin Blom (Nederländerna) | Kraków (Polen) Publik: 999 Domare: Kevin Blom (Nederländerna) |

|             | 9 oktober 2016 | Island                            | 2 – 0           | Turkiet | Laugardalsvöllur                                           |                                                            |
| 18:45 UTC+0 | 18:45 UTC+0    | Toprak 42′ (sjm.) Finnbogason 44′ | (2 – 0) Rapport |         | Reykjavík Publik: 9 775 Domare: Mark Clattenburg (England) | Reykjavík Publik: 9 775 Domare: Mark Clattenburg (England) |
| 18:45 UTC+0 | 18:45 UTC+0    |                                   |                 |         | Reykjavík Publik: 9 775 Domare: Mark Clattenburg (England) | Reykjavík Publik: 9 775 Domare: Mark Clattenburg (England) |
| 18:45 UTC+0 | 18:45 UTC+0    |                                   |                 |         | Reykjavík Publik: 9 775 Domare: Mark Clattenburg (England) | Reykjavík Publik: 9 775 Domare: Mark Clattenburg (England) |

### Omgång 4
|             | 12 november 2016 | Kroatien            | 2 – 0           | Island | Maksimirstadion                                                                                   |                                                                                                   |
| 18:00 UTC+1 | 18:00 UTC+1      | Brozović 15′, 90+1′ | (1 – 0) Rapport |        | Zagreb Publik: 0<refname="KroatienUtanPublik"group="not"></ref> Domare: Gianluca Rocchi (Italien) | Zagreb Publik: 0<refname="KroatienUtanPublik"group="not"></ref> Domare: Gianluca Rocchi (Italien) |
| 18:00 UTC+1 | 18:00 UTC+1      |                     |                 |        | Zagreb Publik: 0<refname="KroatienUtanPublik"group="not"></ref> Domare: Gianluca Rocchi (Italien) | Zagreb Publik: 0<refname="KroatienUtanPublik"group="not"></ref> Domare: Gianluca Rocchi (Italien) |
| 18:00 UTC+1 | 18:00 UTC+1      |                     |                 |        | Zagreb Publik: 0<refname="KroatienUtanPublik"group="not"></ref> Domare: Gianluca Rocchi (Italien) | Zagreb Publik: 0<refname="KroatienUtanPublik"group="not"></ref> Domare: Gianluca Rocchi (Italien) |

|             | 12 november 2016 | Turkiet            | 2 – 0           | Kosovo | Antalyastadion                                       |                                                      |
| 20:00 UTC+3 | 20:00 UTC+3      | Yılmaz 51′ Şen 55′ | (0 – 0) Rapport |        | Antalya Publik: 26 555 Domare: Tamás Bognár (Ungern) | Antalya Publik: 26 555 Domare: Tamás Bognár (Ungern) |
| 20:00 UTC+3 | 20:00 UTC+3      |                    |                 |        | Antalya Publik: 26 555 Domare: Tamás Bognár (Ungern) | Antalya Publik: 26 555 Domare: Tamás Bognár (Ungern) |
| 20:00 UTC+3 | 20:00 UTC+3      |                    |                 |        | Antalya Publik: 26 555 Domare: Tamás Bognár (Ungern) | Antalya Publik: 26 555 Domare: Tamás Bognár (Ungern) |

|             | 12 november 2016 | Ukraina     | 1 – 0           | Finland | Chornomorets Stadium                                 |                                                      |
| 21:45 UTC+2 | 21:45 UTC+2      | Kravets 24′ | (1 – 0) Rapport |         | Odessa Publik: 26 482 Domare: Jorge Sousa (Portugal) | Odessa Publik: 26 482 Domare: Jorge Sousa (Portugal) |
| 21:45 UTC+2 | 21:45 UTC+2      |             |                 |         | Odessa Publik: 26 482 Domare: Jorge Sousa (Portugal) | Odessa Publik: 26 482 Domare: Jorge Sousa (Portugal) |
| 21:45 UTC+2 | 21:45 UTC+2      |             |                 |         | Odessa Publik: 26 482 Domare: Jorge Sousa (Portugal) | Odessa Publik: 26 482 Domare: Jorge Sousa (Portugal) |

### Omgång 5
|             | 24 mars 2017 | Turkiet       | 2 – 0           | Finland | Antalyastadion                                             |                                                            |
| 20:00 UTC+3 | 20:00 UTC+3  | Tosun 9′, 13′ | (2 – 0) Rapport |         | Antalya Publik: 28 990 Domare: Jesús Gil Manzano (Spanien) | Antalya Publik: 28 990 Domare: Jesús Gil Manzano (Spanien) |
| 20:00 UTC+3 | 20:00 UTC+3  |               |                 |         | Antalya Publik: 28 990 Domare: Jesús Gil Manzano (Spanien) | Antalya Publik: 28 990 Domare: Jesús Gil Manzano (Spanien) |
| 20:00 UTC+3 | 20:00 UTC+3  |               |                 |         | Antalya Publik: 28 990 Domare: Jesús Gil Manzano (Spanien) | Antalya Publik: 28 990 Domare: Jesús Gil Manzano (Spanien) |

|             | 24 mars 2017 | Kroatien    | 1 – 0           | Ukraina | Maksimirstadion                                             |                                                             |
| 20:45 UTC+1 | 20:45 UTC+1  | Kalinić 38′ | (1 – 0) Rapport |         | Zagreb Publik: 27 351 Domare: Antonio Mateu Lahoz (Spanien) | Zagreb Publik: 27 351 Domare: Antonio Mateu Lahoz (Spanien) |
| 20:45 UTC+1 | 20:45 UTC+1  |             |                 |         | Zagreb Publik: 27 351 Domare: Antonio Mateu Lahoz (Spanien) | Zagreb Publik: 27 351 Domare: Antonio Mateu Lahoz (Spanien) |
| 20:45 UTC+1 | 20:45 UTC+1  |             |                 |         | Zagreb Publik: 27 351 Domare: Antonio Mateu Lahoz (Spanien) | Zagreb Publik: 27 351 Domare: Antonio Mateu Lahoz (Spanien) |

|             | 24 mars 2017 | Kosovo    | 1 – 2           | Island                                | Loro Boriçi-stadion                                                   |                                                                       |
| 20:45 UTC+1 | 20:45 UTC+1  | Nuhiu 53′ | (0 – 2) Rapport | Sigurðarson 25′ Sigurðsson 35′ (str.) | Shkodra (Albanien) Publik: 6 832 Domare: Artur Soares Dias (Portugal) | Shkodra (Albanien) Publik: 6 832 Domare: Artur Soares Dias (Portugal) |
| 20:45 UTC+1 | 20:45 UTC+1  |           |                 |                                       | Shkodra (Albanien) Publik: 6 832 Domare: Artur Soares Dias (Portugal) | Shkodra (Albanien) Publik: 6 832 Domare: Artur Soares Dias (Portugal) |
| 20:45 UTC+1 | 20:45 UTC+1  |           |                 |                                       | Shkodra (Albanien) Publik: 6 832 Domare: Artur Soares Dias (Portugal) | Shkodra (Albanien) Publik: 6 832 Domare: Artur Soares Dias (Portugal) |

### Omgång 6
|             | 11 juni 2017 | Finland        | 1 – 2           | Ukraina                     | Tammerfors stadion                                   |                                                      |
| 19:00 UTC+3 | 19:00 UTC+3  | Pohjanpalo 72′ | (0 – 0) Rapport | Konopljanka 51′ Besedin 75′ | Tammerfors Publik: 8 723 Domare: Alon Yefet (Israel) | Tammerfors Publik: 8 723 Domare: Alon Yefet (Israel) |
| 19:00 UTC+3 | 19:00 UTC+3  |                |                 |                             | Tammerfors Publik: 8 723 Domare: Alon Yefet (Israel) | Tammerfors Publik: 8 723 Domare: Alon Yefet (Israel) |
| 19:00 UTC+3 | 19:00 UTC+3  |                |                 |                             | Tammerfors Publik: 8 723 Domare: Alon Yefet (Israel) | Tammerfors Publik: 8 723 Domare: Alon Yefet (Israel) |

|             | 11 juni 2017 | Island        | 1 – 0           | Kroatien | Laugardalsvöllur                                                   |                                                                    |
| 18:45 UTC+0 | 18:45 UTC+0  | Magnússon 90′ | (0 – 0) Rapport |          | Reykjavík Publik: 9 775 Domare: Alberto Undiano Mallenco (Spanien) | Reykjavík Publik: 9 775 Domare: Alberto Undiano Mallenco (Spanien) |
| 18:45 UTC+0 | 18:45 UTC+0  |               |                 |          | Reykjavík Publik: 9 775 Domare: Alberto Undiano Mallenco (Spanien) | Reykjavík Publik: 9 775 Domare: Alberto Undiano Mallenco (Spanien) |
| 18:45 UTC+0 | 18:45 UTC+0  |               |                 |          | Reykjavík Publik: 9 775 Domare: Alberto Undiano Mallenco (Spanien) | Reykjavík Publik: 9 775 Domare: Alberto Undiano Mallenco (Spanien) |

|             | 11 juni 2017 | Kosovo       | 1 – 4           | Turkiet                               | Loro Boriçi-stadion                                                  |                                                                      |
| 20:45 UTC+2 | 20:45 UTC+2  | Rrahmani 22′ | (1 – 2) Rapport | Şen 7′ Ünder 31′ Yılmaz 61′ Tufan 82′ | Shkodra (Albanien) Publik: 3 758 Domare: Miroslav Zelinka (Tjeckien) | Shkodra (Albanien) Publik: 3 758 Domare: Miroslav Zelinka (Tjeckien) |
| 20:45 UTC+2 | 20:45 UTC+2  |              |                 |                                       | Shkodra (Albanien) Publik: 3 758 Domare: Miroslav Zelinka (Tjeckien) | Shkodra (Albanien) Publik: 3 758 Domare: Miroslav Zelinka (Tjeckien) |
| 20:45 UTC+2 | 20:45 UTC+2  |              |                 |                                       | Shkodra (Albanien) Publik: 3 758 Domare: Miroslav Zelinka (Tjeckien) | Shkodra (Albanien) Publik: 3 758 Domare: Miroslav Zelinka (Tjeckien) |

### Omgång 7
|             | 2 september 2017/3 september 2017 | Kroatien | 1 – 0   | Kosovo | Maksimirstadion                                           |                                                           |
| 20:45 UTC+2 | 20:45 UTC+2                       | Vida 74′ | (0 – 0) |        | Zagreb Publik: 6 839 Domare: Stefan Johannesson (Sverige) | Zagreb Publik: 6 839 Domare: Stefan Johannesson (Sverige) |
| 20:45 UTC+2 | 20:45 UTC+2                       |          |         |        | Zagreb Publik: 6 839 Domare: Stefan Johannesson (Sverige) | Zagreb Publik: 6 839 Domare: Stefan Johannesson (Sverige) |
| 20:45 UTC+2 | 20:45 UTC+2                       |          |         |        | Zagreb Publik: 6 839 Domare: Stefan Johannesson (Sverige) | Zagreb Publik: 6 839 Domare: Stefan Johannesson (Sverige) |

|             | 2 september 2017 | Finland | 1 – 0   | Island | Tammerfors Stadion                                          |                                                             |
| 19:00 UTC+3 | 19:00 UTC+3      | Ring 8′ | (1 – 0) |        | Tammerfors Publik: 15 835 Domare: Pavel Královec (Tjeckien) | Tammerfors Publik: 15 835 Domare: Pavel Královec (Tjeckien) |
| 19:00 UTC+3 | 19:00 UTC+3      |         |         |        | Tammerfors Publik: 15 835 Domare: Pavel Královec (Tjeckien) | Tammerfors Publik: 15 835 Domare: Pavel Královec (Tjeckien) |
| 19:00 UTC+3 | 19:00 UTC+3      |         |         |        | Tammerfors Publik: 15 835 Domare: Pavel Královec (Tjeckien) | Tammerfors Publik: 15 835 Domare: Pavel Královec (Tjeckien) |

|             | 2 september 2017 | Ukraina             | 2 – 0   | Turkiet | Metalist Stadium                                                  |                                                                   |
| 21:45 UTC+3 | 21:45 UTC+3      | Jarmolenko 18′, 42′ | (2 – 0) |         | Charkiv Publik: 36 796 Domare: David Fernández Borbalán (Spanien) | Charkiv Publik: 36 796 Domare: David Fernández Borbalán (Spanien) |
| 21:45 UTC+3 | 21:45 UTC+3      |                     |         |         | Charkiv Publik: 36 796 Domare: David Fernández Borbalán (Spanien) | Charkiv Publik: 36 796 Domare: David Fernández Borbalán (Spanien) |
| 21:45 UTC+3 | 21:45 UTC+3      |                     |         |         | Charkiv Publik: 36 796 Domare: David Fernández Borbalán (Spanien) | Charkiv Publik: 36 796 Domare: David Fernández Borbalán (Spanien) |

### Omgång 8
|             | 5 september 2017 | Island              | 2 – 0   | Ukraina | Laugardalsvöllur                                          |                                                           |
| 18:45 UTC+2 | 18:45 UTC+2      | Sigurðsson 47′, 66′ | (0 – 0) |         | Reykjavík Publik: 9 769 Domare: Willie Collum (Skottland) | Reykjavík Publik: 9 769 Domare: Willie Collum (Skottland) |
| 18:45 UTC+2 | 18:45 UTC+2      |                     |         |         | Reykjavík Publik: 9 769 Domare: Willie Collum (Skottland) | Reykjavík Publik: 9 769 Domare: Willie Collum (Skottland) |
| 18:45 UTC+2 | 18:45 UTC+2      |                     |         |         | Reykjavík Publik: 9 769 Domare: Willie Collum (Skottland) | Reykjavík Publik: 9 769 Domare: Willie Collum (Skottland) |

|             | 5 september 2017 | Kosovo | 0 – 1   | Finland   | Loro Boriçi-stadion                                                        |                                                                            |
| 20:45 UTC+2 | 20:45 UTC+2      |        | (0 – 0) | Pukki 83′ | Shkodra (Albanien) Publik: 2 446 Domare: Manuel Schüttengruber (Österrike) | Shkodra (Albanien) Publik: 2 446 Domare: Manuel Schüttengruber (Österrike) |
| 20:45 UTC+2 | 20:45 UTC+2      |        |         |           | Shkodra (Albanien) Publik: 2 446 Domare: Manuel Schüttengruber (Österrike) | Shkodra (Albanien) Publik: 2 446 Domare: Manuel Schüttengruber (Österrike) |
| 20:45 UTC+2 | 20:45 UTC+2      |        |         |           | Shkodra (Albanien) Publik: 2 446 Domare: Manuel Schüttengruber (Österrike) | Shkodra (Albanien) Publik: 2 446 Domare: Manuel Schüttengruber (Österrike) |

|             | 5 september 2017 | Turkiet   | 1 – 0   | Kroatien | Eskişehir Stadium                                       |                                                         |
| 21:45 UTC+3 | 21:45 UTC+3      | Tosun 75′ | (0 – 0) |          | Eskişehir Publik: 28 600 Domare: Viktor Kassai (Ungern) | Eskişehir Publik: 28 600 Domare: Viktor Kassai (Ungern) |
| 21:45 UTC+3 | 21:45 UTC+3      |           |         |          | Eskişehir Publik: 28 600 Domare: Viktor Kassai (Ungern) | Eskişehir Publik: 28 600 Domare: Viktor Kassai (Ungern) |
| 21:45 UTC+3 | 21:45 UTC+3      |           |         |          | Eskişehir Publik: 28 600 Domare: Viktor Kassai (Ungern) | Eskişehir Publik: 28 600 Domare: Viktor Kassai (Ungern) |

### Omgång 9
|             | 6 oktober 2017 | Kroatien      | 1 – 1   | Finland   | Rujevicastadion                                       |                                                       |
| 20:45 UTC+2 | 20:45 UTC+2    | Mandžukić 57′ | (1 – 1) | Soiri 90′ | Rijeka Publik: 7 578 Domare: Daniel Stefanski (Polen) | Rijeka Publik: 7 578 Domare: Daniel Stefanski (Polen) |
| 20:45 UTC+2 | 20:45 UTC+2    |               |         |           | Rijeka Publik: 7 578 Domare: Daniel Stefanski (Polen) | Rijeka Publik: 7 578 Domare: Daniel Stefanski (Polen) |
| 20:45 UTC+2 | 20:45 UTC+2    |               |         |           | Rijeka Publik: 7 578 Domare: Daniel Stefanski (Polen) | Rijeka Publik: 7 578 Domare: Daniel Stefanski (Polen) |

|             | 6 oktober 2017 | Kosovo | 0 – 2   | Ukraina                            | Loro Boriçi-stadion                                             |                                                                 |
| 20:45 UTC+2 | 20:45 UTC+2    |        | (0 – 2) | Paqarada 60′ (sjm.) Jarmolenko 88′ | Shkodra (Albanien) Publik: 1 261 Domare: Craig Pawson (England) | Shkodra (Albanien) Publik: 1 261 Domare: Craig Pawson (England) |
| 20:45 UTC+2 | 20:45 UTC+2    |        |         |                                    | Shkodra (Albanien) Publik: 1 261 Domare: Craig Pawson (England) | Shkodra (Albanien) Publik: 1 261 Domare: Craig Pawson (England) |
| 20:45 UTC+2 | 20:45 UTC+2    |        |         |                                    | Shkodra (Albanien) Publik: 1 261 Domare: Craig Pawson (England) | Shkodra (Albanien) Publik: 1 261 Domare: Craig Pawson (England) |

|             | 6 oktober 2017 | Turkiet | 0 – 3   | Island                                    | Eskişehir Stadium                                         |                                                           |
| 21:45 UTC+3 | 21:45 UTC+3    |         | (0 – 2) | Guðmundsson 32′ Bjarnason 39′ Árnason 50′ | Eskişehir Publik: 30 390 Domare: Szymon Marciniak (Polen) | Eskişehir Publik: 30 390 Domare: Szymon Marciniak (Polen) |
| 21:45 UTC+3 | 21:45 UTC+3    |         |         |                                           | Eskişehir Publik: 30 390 Domare: Szymon Marciniak (Polen) | Eskişehir Publik: 30 390 Domare: Szymon Marciniak (Polen) |
| 21:45 UTC+3 | 21:45 UTC+3    |         |         |                                           | Eskişehir Publik: 30 390 Domare: Szymon Marciniak (Polen) | Eskişehir Publik: 30 390 Domare: Szymon Marciniak (Polen) |

### Omgång 10
|             | 9 oktober 2017 | Finland                     | 2 – 2   | Turkiet        | Veritas Stadion                                      |                                                      |
| 21:45 UTC+3 | 21:45 UTC+3    | Arajuuri 76′ Pohjanpalo 88′ | (0 – 0) | Tosun 57′, 83′ | Åbo Publik: 6 612 Domare: Benoît Bastien (Frankrike) | Åbo Publik: 6 612 Domare: Benoît Bastien (Frankrike) |
| 21:45 UTC+3 | 21:45 UTC+3    |                             |         |                | Åbo Publik: 6 612 Domare: Benoît Bastien (Frankrike) | Åbo Publik: 6 612 Domare: Benoît Bastien (Frankrike) |
| 21:45 UTC+3 | 21:45 UTC+3    |                             |         |                | Åbo Publik: 6 612 Domare: Benoît Bastien (Frankrike) | Åbo Publik: 6 612 Domare: Benoît Bastien (Frankrike) |

|             | 9 oktober 2017 | Island                         | 2 – 0   | Kosovo | Laugardalsvöllur                                           |                                                            |
| 18:45 UTC+0 | 18:45 UTC+0    | Sigurðsson 40′ Guðmundsson 68′ | (1 – 0) |        | Reykjavík Publik: 9 775 Domare: Harald Lechner (Österrike) | Reykjavík Publik: 9 775 Domare: Harald Lechner (Österrike) |
| 18:45 UTC+0 | 18:45 UTC+0    |                                |         |        | Reykjavík Publik: 9 775 Domare: Harald Lechner (Österrike) | Reykjavík Publik: 9 775 Domare: Harald Lechner (Österrike) |
| 18:45 UTC+0 | 18:45 UTC+0    |                                |         |        | Reykjavík Publik: 9 775 Domare: Harald Lechner (Österrike) | Reykjavík Publik: 9 775 Domare: Harald Lechner (Österrike) |

|             | 9 oktober 2017 | Ukraina | 0 – 2   | Kroatien          | Kievs olympiastadion                               |                                                    |
| 21:45 UTC+3 | 21:45 UTC+3    |         | (0 – 0) | Kramarić 62′, 70′ | Kiev Publik: 60 200 Domare: Felix Brych (Tyskland) | Kiev Publik: 60 200 Domare: Felix Brych (Tyskland) |
| 21:45 UTC+3 | 21:45 UTC+3    |         |         |                   | Kiev Publik: 60 200 Domare: Felix Brych (Tyskland) | Kiev Publik: 60 200 Domare: Felix Brych (Tyskland) |
| 21:45 UTC+3 | 21:45 UTC+3    |         |         |                   | Kiev Publik: 60 200 Domare: Felix Brych (Tyskland) | Kiev Publik: 60 200 Domare: Felix Brych (Tyskland) |

## Anmärkningslista
1. 1 2 3 4 5  Kosovo spelar sina hemmamatcher på Loro Boriçi-stadion i Albanien istället för på sin ordinarie hemmaarena, Stadiumi i Qytetit.
2. ↑  Matchen mellan Ukraina och Kosovo spelades på neutral plan då Ukraina har valt att inte erkänna Kosovo som en självständig stat, vilket medför att Ukraina inte accepterar resehandlingar som Kosovos regering har utfärdat.
3. ↑  Matchen mellan Kroatien och Kosovo avbröts efter 20 minuters spel på grund av oväder. Matchen återupptogs dagen efter.